# توماس پلی‌فورد چهارم
توماس پلی‌فورد چهارم (انگلیسی: Thomas Playford IV؛ ۵ ژوئیه ۱۸۹۶ – ۱۶ ژوئن ۱۹۸۱) یک سیاست‌مدار اهل استرالیای جنوبی بود.